# Sena (departament)

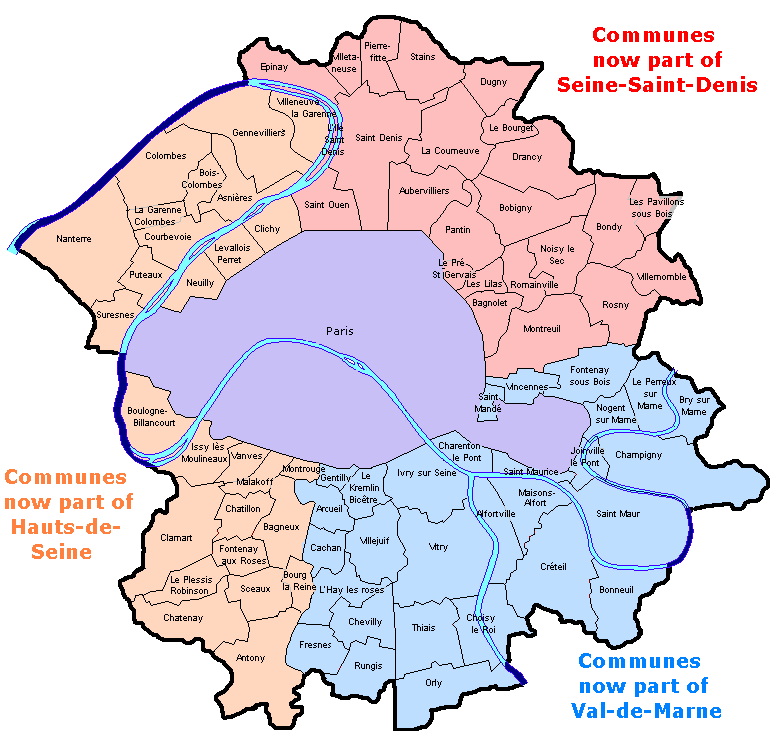
El departament del Sena i els seus 81 municipis tal com va ser entre 1929 i 1968 (la ciutat de París es va engrandir en diverses fases des de 1860 fins a 1929). Els colors mostren com el departament fou dividit el 1968

Escut del departament

El departament del Sena fou un departament francès que fou suprimit l'1 de gener de 1968, com tot el departament del Sena i Oise en el qual estava enclavat, quan es va aplicar la llei del 10 de juliol de 1964, que va reorganitzar tota la regió parisenca. Del departament del Sena en van sortir quatre departaments nous: París (amb un ajuntament), Alts del Sena (amb 27 ajuntaments), Sena Saint-Denis (24 ajuntaments) i Val-de-Marne (29 ajuntaments). El codi del departament era el 75, actualment reservat per a la ciutat de Paris.